# Lillian Asplund
Lillian Gertrud Asplund (ur. 21 października 1906 w Worcester, zm. 6 maja 2006 w Shrewsbury) – Amerykanka, będąca ostatnią pasażerką Titanica, która pamiętała wydarzenia ze statku.

## Życiorys

### Młodość
Urodziła się 21 października 1906 roku w Worcester w rodzinie szwedzkich imigrantów. Jej ojcem był Carl Oscar Vilhelm Gustafsson Asplund, a matką Selma Augusta Emilia Johansson. Lillian Asplund miała czterech braci, dwóch było starszych: bliźniaczego Carla Edgara, urodzonego w 1898 roku, Filipa Oscara oraz urodzonego w 1902 roku Clarence Gustafa Hugo. Młodszy brat Edvin Rojj 'Felix' urodził się w roku 1909.
W 1907 roku ojciec Lillian zabrał rodzinę do Smalandii w Szwecji, aby pomóc jego owdowiałej matce w prowadzeniu gospodarstwa.
Na początku 1912 roku rodzina była gotowa do powrotu do Stanów Zjednoczonych. Carl zarezerwował dla wszystkich miejsce na Titanicu.

### Na pokładzie statku
Cała rodzina weszła na statek 10 kwietnia 1912 roku jako pasażerowie trzeciej klasy. Lillian miała wówczas 5 lat. Po katastrofie wspominała, że liniowiec był bardzo duży i czuć było świeżą farbę.
Kiedy Titanic uderzył w górę lodową, ojciec Asplund obudził całą rodzinę i włożył do kieszeni dokumenty oraz pieniądze. Lillian wraz z matką i bratem Felixem zostali umieszczeni w szalupie nr 15. Tak później wspominała to Lillian: Moja mama powiedziała, że wolałaby zostać z ojcem, ale on odpowiedział, że dzieci nie powinny być same. Wzięła więc Felixa na kolana a mnie umieściła między nimi.Pewnie chciała trochę mnie ogrzać. Potem Lillian opisywała jak statek tonął.
Razem z matką i bratem została zabrana przez RMS Carpathia, który przypłynął parę minut po godzinie czwartej rano.
Do Nowego Jorku dopłynęli 20 kwietnia. Całą trójką pojechali do brata matki Lillian. Ojciec i trzej bracia utonęli w katastrofie, ale tylko ciało ojca zostało zidentyfikowane i pochowane na cmentarzu w Worcester.
Lilian opowiadała w wywiadzie kilka lat później, że jest wiele rzeczy, które pamięta, ale najbardziej gdy pokładowa orkiestra grała melodię „wysłuchać proszę chciej”, i gdy wraz z matką i bratem, widzieli tonący statek z ojcem i braćmi na pokładzie.
W zamieszaniu po tragedii lokalna gazeta napisała, że państwo Asplundowie zostali uratowani, natomiast wszystkie ich dzieci utonęły. Później raport mówił natomiast, że Selma Asplund oraz dwójka dzieci zostali przewiezieni do szpitala, a pan Asplund oraz Clarence byli w innym miejscu. Ostatni raport potwierdził, że Carl Asplund i Clarence nie przeżyli katastrofy.

### Później
Matka Lillian nie rozmawiała z nikim na temat zatonięcia statku. Uznała, że nie byłby to najlepszy pomysł. Córka zgodziła się z matką i przez całe życie praktycznie nie mówiła o Titanicu.
Selma Asplund zmarła 15 kwietnia 1964 roku w 52. rocznicę zatonięcia liniowca. Brat Lillian, Felix, umarł w 1983 roku.

### Śmierć
Lillian Asplund zmarła 6 maja 2006 roku w wieku 99 lat, na 5 miesięcy przed 100. urodzinami. Została pochowana na cmentarzu w Worcester obok swojego ojca, matki oraz brata.
Po jej śmierci przy życiu zostały już tylko dwie pasażerki Titanica: Barbara West oraz Millvina Dean. Były jednak zbyt młode 15 kwietnia 1912 roku, aby zapamiętać coś z tamtych wydarzeń. Liczyły wówczas sobie odpowiednio 11 i 2 miesiące.